# توماس باپ
توماس جوئل باپ (انگلیسی: Thomas Joel Bopp; ‏۱۵ اکتبر ۱۹۴۹ – ۵ ژانویهٔ ۲۰۱۸) ستاره‌شناس اهل ایالات متحده آمریکا بود.